# Bay Lake
Bay Lake est le plus grand des lacs de Walt Disney World Resort. Celui-ci est naturel et existait avant l'ouverture du complexe en 1971. Il se situe à l'extrême nord du domaine, à l'est du Magic Kingdom.
Malgré ses 250 ha, il fut toutefois agrandi à l'est avec le creusement du Seven Seas Lagoon, ce qui permit de trouver du sable fin, utilisé ensuite pour les plages des hôtels du complexe. Un pont enjambant la route menant au Magic Kingdom permet de relier Bay Lake au lagon.
Sur les rives Disney a bâti deux hôtels et un camping.
- Disney's Contemporary Resort situé à proximité du Magic Kingdom au nord du canal menant au Seven Seas Lagoon
- Disney's Wilderness Lodge Resort & Villas situé de l'autre côté du canal menant au Seven Seas Lagoon.
- Disney's Fort Wilderness Resort est un immense rectangle situé à l'est du domaine avec son petit côté nord le long de la rive du lac.

Un hôtel était prévu au nord du Disney's Contemporary Resort, sur le thème de l'Inde mais il n'a jamais été construit.
Le lac sert de scène pour un spectacle nocturne Electrical Water Pageant, équivalent de la parade électrique.
On peut trouver dans le sud du lac une île, Discovery Island, qui est fermée au public depuis 1999. Juste en face, se trouve le parc aquatique de River Country, qui a lui aussi été fermé.
Le lac fait partie du système de régulation hydrologique du complexe géré par le Reedy Creek Improvement District.